# سیمور (ایندیانا)
سیمور، ایندیانا (به انگلیسی: Seymour, Indiana) یک شهر در ایالات متحده آمریکا با جمعیت ۱۷٬۵۰۳ نفر است که در ایندیانا واقع شده‌است.

## موقعیت جغرافیایی
موقعیت جغرافیایی شهرها و مناطق اطراف به شرح زیر است: